# Gnathia nicembola
Gnathia nicembola är en kräftdjursart som beskrevs av Mueller 1989. Gnathia nicembola ingår i släktet Gnathia och familjen Gnathiidae. Inga underarter finns listade i Catalogue of Life.